# Instytut Alana Turinga
Instytut Alana Turinga (ang. The Alan Turing Institute) – brytyjski narodowy instytut zajmujący się naukową analizą danych i sztuczną inteligencją, założony w 2015 roku i finansowany głównie przez rząd Wielkiej Brytanii. Jego nazwa pochodzi od Alana Turinga, brytyjskiego matematyka i pioniera informatyki.

## Zarządzanie
Instytut Alana Turinga jest niezależną organizacją pozarządową, działającą na zasadzie non-profit. Jest to wspólne przedsięwzięcie pięciu uniwersytetów założycielskich Uniwersytetu Cambridge, Uniwersytetu w Edynburgu, Uniwersytetu Oksfordzkiego, University College London (UCL) i Uniwersytetu w Warwick, wybranych na podstawie międzynarodowej oceny wzajemnej. W 2018 roku do instytutu dołączyło ośmiu dodatkowych partnerów uniwersyteckich: Queen Mary University of London, University of Leeds, University of Manchester, University of Newcastle, University of Southampton, University of Birmingham, University of Exeter i University of Bristol.
Rada ds. Badań nad Inżynierią i Naukami Fizycznymi (EPSRC), główny fundator instytutu, jest również członkiem wspólnego przedsięwzięcia. Prezesem Instytutu Alana Turinga, powołaną w lipcu 2023 roku, jest Jean Innes.

## Finansowanie
Fundusze na utworzenie instytutu pochodziły z inwestycji o wartości 600 milionów funtów w „Osiem wielkich technologii”, a konkretnie w tzw. „big data”, wyasygnowane przez rząd Wielkiej Brytanii w 2013 roku i ogłoszonej przez George’a Osborne’a, Kanclerz Skarbu, w budżecie na 2014 rok. Większość inwestycji w „big data” została skierowana na infrastrukturę obliczeniową. Każdy z pięciu uniwersytetów założycielskich przekazał instytutowi po 5 milionów funtów. Dalsze finansowanie pochodziło głównie z dotacji od rad ds. badań naukowych, partnerów uniwersyteckich oraz partnerstw strategicznych i innych.
W czerwcu 2021 roku EPSRC przyznało instytutowi w imieniu brytyjskiego stowarzyszenia Research and Innovation 10 mln funtów na rok 2021/2022.

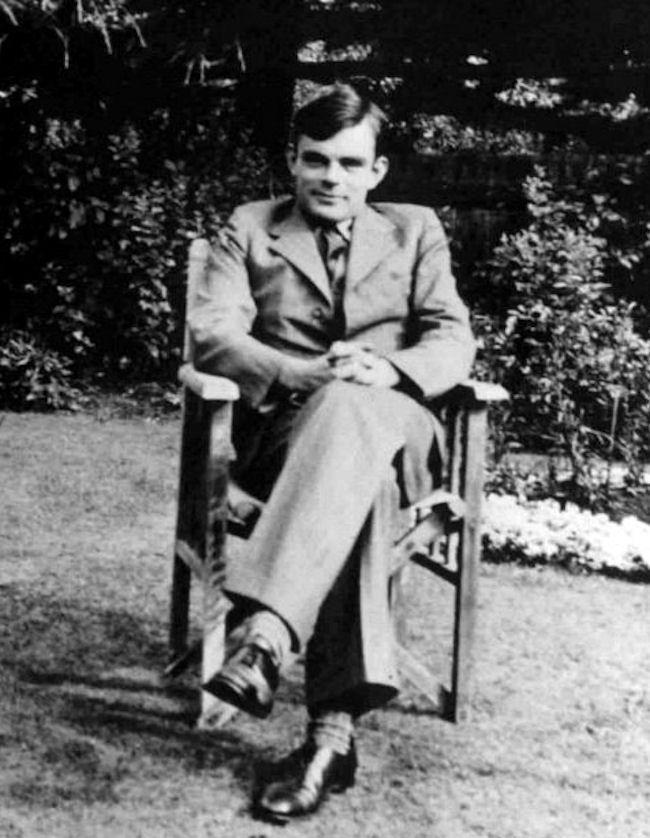
Instytut został nazwany na cześć Alana Turinga, często uważanego za ojca informatyki

## Historia
W 2015 roku fundacja Lloyd’s Register została pierwszym partnerem strategicznym instytutu, przekazując w ciągu pięciu lat grant w wysokości 10 milionów funtów na wsparcie badań nad inżynieryjnymi zastosowaniami dużych zbiorów danych.
- Howard Covington, przewodniczący 2015–2022.
- Doug Gurr, przewodniczący od 2022.
- Sir Adrian Smith, prezes (CEO) w latach 2018–2023.
- Jean Innes, prezes (CEO) od lipca 2023 roku[8].

Rolą instytutu jest dostarczanie wiedzy specjalistycznej i badań podstawowych z zakresu analityki danych i sztucznej inteligencji potrzebnych do rozwiązywania problemów w świecie rzeczywistym. W wykładach i dyskusjach organizowanych przez instytut uczestniczą m.in. profesorowie polskiego pochodzenia: Aleksander Mądry, Marta Kwiatkowska.
Od 2021 roku Instytut Alana Turinga organizuje coroczne wydarzenie o nazwie AI UK, które określa się jako krajową wizytówkę nauki o danych i sztucznej inteligencji.